# Patamban
Patamban es una localidad del estado mexicano de Michoacán. Es parte del municipio de Tangancícuaro.

## Toponimia
El nombre «Patamban» proviene de los términos en purépecha: patamu, caña de agua; an, residencia del líder. Su significado es «Cañaveral donde reside el líder».

## Demografía
| Gráfica de evolución demográfica |
|                                  |

| Censo | Población |
| ----- | --------- |
| 1900  | 2013      |
| 1910  | 1844      |
| 1921  | 1876      |
| 1930  | 2103      |
| 1940  | 2333      |
| 1950  | 2600      |
| 1960  | 3176      |
| 1970  | 3308      |
| 1980  | 4001      |
| 1990  | 3769      |
| 2000  | 3526      |
| 2010  | 3602      |
| 2020  | 3856      |